# Toasting
Toasting – rytmiczna, często improwizowana, melorecytacja na tle utworu z gatunku ska, rocksteady, ragga, jungle lub reggae. Zastosowany po raz pierwszy w latach sześćdziesiątych XX wieku przez DJ-ów jamajskich sound systemów. Uważa się, że jamajscy emigranci uprawiający toasting dali początek gatunkowi hip-hop.
Wywodzi się z Afryki, od griotów – wędrownych poetów i pieśniarzy, którzy go uprawiali. Następnie spopularyzował się wśród Afroamerykanów.

## Znani toasterzy
- U-Roy
- Big Youth
- Prince Far I
- I Roy
- Yellowman
- Burro Banton
- Super Cat
- Shabba Ranks
- Papa San